# Shorewood (Illinois)
Shorewood é uma vila localizada no estado americano de Illinois, no Condado de Will.

## História
Shorewood começou como uma pequena comunidade de pescadores e resort. Albert H. Bruning comprando terras de Richard e Anna Meyer em 1926. Ele subdividiu a terra e vendeu pequenos lotes ao longo do Rio DuPage para casas de veraneio. Joliet e Chicago foram residentes e as casas foram usadas como retiros de fim de semana. Hammel Woods e o Rio DuPage forneciam locais bonitos e populares para a pesca, natação e piqueniques.
A Vila de Shorewood era anteriormente conhecido como Troy até 27 novembro de 1957 quando a cidade foi incorporada oficialmente. O nome ocidental Troy foi originalmente sugerido pelo primeiro colono, Horace Haff, depois que migraram para lá por volta de 1830 a partir de Troy, Nova Iorque. Início da história, Troy menciona a construção de uma serraria por Jedidiah Wooley, um moinho da munição por William Grinton, uma fábrica de tricô McGee, e as explorações de ovinos McEvoy.
A Associação de Melhoramentos da praia de Shorewood, primeiro considerou a incorporação em 6 de agosto de 1931. Os objetivos da associação foram para gerenciar, controlar e regular a área, bem como para melhorar o estacionamento. Ao longo dos anos, o financiamento começou a correr para fora, e esses objectivos não podia mais ser alcançado.
Em uma reunião em 22 de Abril de 1957, os habitantes de Troy decidiu incorporar como uma aldeia, e em 23 de Novembro de 1957, a votação foi realizada. A maioria necessária foi alcançada com 99 de 177 votos a favor da incorporação. No entanto, um Troy, Illinois já existia sobre em Madison County, então o povoado foi rebatizado oficialmente Shorewood naquele momento.
Nos últimos tempos, Shorewood tem crescido desde os seus primórdios cidade a partir da sua casa de campos originais para um subúrbio desenvolvido.

## Demografia
Segundo o censo americano de 2000, a sua população era de 7686 habitantes.
Em 2006, foi estimada uma população de 13.620, um aumento de 5934 (77.2%).

## Geografia
De acordo com o United States Census Bureau tem uma área de
10,3 km², dos quais 10,1 km² cobertos por terra e 0,2 km² cobertos por água.

## Cultura
Shorewood tem uma biblioteca local, Shorewood-Troy Public Library.

## Localidades na vizinhança
O diagrama seguinte representa as localidades num raio de 12 km ao redor de Shorewood.